# Alrosa Villa
L'Alrosa Villa, situata al 5055 della Sinclair Road nel nord della città di Columbus, Ohio, è stato un night club degli Stati Uniti, noto come uno dei principali trampolini di lancio per le band esordienti dei generi heavy metal e rock, famoso per aver ospitato sul palco celebri band come gli AC/DC, ma soprattutto per essere stato teatro l'8 dicembre 2004 dell'uccisione del chitarrista dei Damageplan,  Dimebag Darrell, ad opera di un suo fan, il venticinquenne ex marine Nathan Gale, presente nel locale tra gli spettatori.

## Storia
L'Alrosa Villa aprì i battenti negli anni '70 ed è sempre stato un locale a gestione familiare. Pur essendo di piccole dimensioni, il suo palcoscenico ha ospitato importantissime band metal di tutte le ere. Il locale aveva già ricevuto critiche a causa di numerosi fatti violenti avvenuti al suo interno, col coinvolgimento di molti spettatori. Il fatto che ha destato però maggior clamore è stata l'uccisione del famoso chitarrista Dimebag Darrell, freddato a colpi di pistola alle spalle da Gale, uno psicopatico salito sul palco senza essere stato fermato in tempo dalla sicurezza, a pochi minuti dall'inizio della performance del gruppo dei Damageplan.
Pare che tra i motivi del folle gesto di Nathan Gale vi fosse lo scioglimento della prima band di Darrell, i Pantera, a seguito di litigi con il cantante, oppure la convinzione dell'assassino che la band gli avesse plagiato alcuni suoi testi. È stato accertato che l'assassino soffrisse di problemi mentali e per tale motivo era stato congedato dal corpo dei marines. Tuttavia Gale era in possesso di una pistola, ricevuta dalla madre due anni prima come regalo di Natale. 
Quella sera morirono, oltre al musicista e all'assassino (fucilato dall'agente di polizia James D. Niggemeyer intervenuto sul posto), anche Jeff "Mayhem" Thompson (capo della sicurezza della band), Nathan Bray (un fan della band) e Erin Halk (un impiegato del club). Dopo questo atroce fatto il club fu posto sotto sequestro e dovette difendersi in tribunale dalle accuse di scarsa sicurezza. Nel 2021 il locale è stato demolito, nell’area verrà costruita una struttura residenziale da 180 appartamenti economici. Nel corso dei 45 anni di attività, il locale ha ospitato concerti di innumerevoli band rock e metal.